# Lago Villarrica
O lago Villarrica, também conhecido como Mallolafquén (nome pré-hispânico em mapudungun) está localizado a cerca de 700 quilômetros ao sul de Santiago na região sudeste da província de Cautín. Em sua costa leste está a cidade turística de Pucón, e na costa oeste situa-se a cidade de Villarrica.
No verão, a temperatura das águas na superfície varia entre 19 a 22° C, o que permite a prática de esportes aquáticos como o iatismo e o esqui aquático. No inverno, a temperatura média da água é em torno de 10 ° C.
O vulcão Villarrica, um dos mais ativos da América do Sul, está situado ao sul do lago. Há dois parques nacionais do Chile próximos: o Huerquehue e Villarrica. Este último é famoso por suas fontes termais naturais.